# Santo Antônio do Jacinto
Santo Antônio do Jacinto là một đô thị thuộc bang Minas Gerais, Brasil. Đô thị này có diện tích 497 km², dân số năm 2007 là 12182 người, mật độ 24,5 người/km².